# 3 (drai)
『3 (drai)』（ドライ）は、SOFT BALLETのミニアルバム。

## 概要
2枚目の『DOCUMENT』と3枚目の『愛と平和』の間にリリースされた。
draiは、ドイツ語で「3」の意の単語Dreiの発音を表す。
廃盤になった後、入手困難となっていた最初の3枚のシングルのカップリング曲3曲を追加収録した『3 (drai) + 3』としてリリースされた。追加された3曲は以下の通り。
1. BODY TO BODY -CLUB MIX-
2. ESCAPE -2nd. MIX-
3. VIRTUAL WAR -Dub Version-

## 収録曲
1. BACK LASH (遠藤遼一 / 藤井麻輝 / SOFT BALLET)
2. EXIST (遠藤遼一 / 森岡賢 / SOFT BALLET)
3. BRILLIANT FAULT AND SKY WAS BLUE (森岡賢, 高木延子 / 森岡賢 / 森岡賢)
4. MUCH OF MADNESS, MORE OF SIN (藤井麻輝, 幸田志保 / 藤井麻輝 / 藤井麻輝)
5. FLOW (遠藤遼一 / 遠藤遼一 / 遠藤遼一, 藤井麻輝)
6. GODDESS (BONUS TRACK) (- / 藤井麻輝 / 藤井麻輝)

- 括弧内は作詞者 / 作曲者 / 編曲者の順。

## 参加ミュージシャン
- 遠藤遼一 - ヴォーカル（1-2、5）、プレ・プログラミング（5）、コーラス（3）
- 森岡賢 - ヴォーカル（3）、コンピュータ・プログラミング（2-3）、シンセサイザー（2-3、5）、ピアノ（1-3、5-6）
- 藤井麻輝 - ヴォーカル（4）、コンピュータ・プログラミングとシンセサイザー（1、4-6）、ドラムス（2、6）、金属パーカッションとノイズ（4、6）

### ゲスト
- 成田忍 - ギター（1）
- 上領亘 - ドラムスとハイハット（1）
- 横町こすず - コーラス（1）
- 塚田嗣人 - ギター（2-3、5）
- 藤田タカシ - ギター（4）
- 諸田コウ - ベース（4）